# برايان بريندل
برايان بريندل (بالإنجليزية: Brian Brendell)‏ ، من مواليد 7 سبتمبر 1986 في ريهوبوث في ناميبيا ، لاعب كرة قدم ناميبي.
و هو يلعب مع نادي سيفيكس منذ عام 2005.
و هو يلعب مع منتخب ناميبيا لكرة القدم.

## روابط خارجية
- برايان بريندل على موقع قاعدة بيانات كرة القدم.إي يو (الإنجليزية)
- برايان بريندل على موقع ناشيونال فوتبول تيمز (الإنجليزية)
- برايان بريندل على موقع Soccerway.com (الإنجليزية)
- برايان بريندل على موقع عالم كرة القدم.نت (الإنجليزية)
- برايان بريندل على موقع كووورة